# Ángel Fernández Artime
Ángel Fernández Artime, SDB (Luanco [Španjolska], 21. kolovoza 1960.) je kardinal Katoličke Crkve koji je proprefekt Dikasterija za ustanove posvećenog života i družbe apostolskog života od 6. siječnja 2025. Bio je vrhovni poglavar Don Boscovih salezijanaca (SDB)  od 2014. do 2024. i ujedno prvi Španjolac koji je obnašao tu dužnost. Prethodno je bio provincijal salezijanske provincije León od 2000. do 2006. i južnoargentinske salezijanske provincije od 2009. do 2014. godine.
Na 27. općem saboru Salezijanske družbe izabran je za vrhovnog poglavara Družbe sv. Franje Saleškog (Don Boscovi salezijanci) u ožujku 2014. za razdoblje od 2014. do 2020., a na sljedećem 28. općem saboru 2020. je ponovno izabran za novo šestogodište. On je prvi Španjolac i treći ne-Talijan koji je postao vrhovni poglavar salezijanaca.
Papa Franjo je 9. srpnja 2023. najavio svoje planove da ga postavi za kardinala na sljedećem konzistoriju. Don Ángel je prvi poglavar neke redovničke zajednice koji je proglašen kardinalom. Na konzistoriju 30. rujna 2023. papa ga je uvrstio u red kardinala đakona, a kao naslovnu crkvu dodijelio mu je crkvu Marije Pomoćnice u Rimu (Via Tuscolana), koju je 1. travnja 1969. papa Pavao VI. proglasio manjom bazilikom. Kardinal Ángel je 16. kolovoza 2024. dao ostavku na službu vrhovnog poglavara Salezijanske družbe.